# El Diario Vasco
El Diario Vasco is een Baskisch dagblad uitgegeven in het Spaans.
De krant uitgegeven in tabloidformaat wordt sinds 27 november 1934 uitgegeven, met redactie in San Sebastián. De oprichters waren de Sociedad Vascongada de Publicaciones met als leidende figuren onder meer Juan Ignacio Luca de Tena en Ramiro de Maeztu. Sinds 1948 is de titel eigendom van een mediaconcern waarvan de naam na de laatste fusie in 2001 de Grupo Vocento is. In de provincie Gipuzkoa worden tien verschillende regionale edities uitgebracht. De rest van Spanje wordt bediend met een algemene editie.
Zoals de rest van de Spaanse media kende de verspreiding een sterke terugval. Was er een circulatie van 93.578 in 1993, 91.391 in 2002 en 85.514 in 2006, was dit in 2011 al tot circa 68.000 gedaald. In 2018 was de circulatie nog 43.652 dagelijkse exemplaren. Het is van de Spaanse dagbladen ook diegene met het laagst aantal geabonneerden, in 2018 waren er maar 1.732 personen met abonnement.
De krant is ook de organisator van de UCI World Tour eendaagse wielerklassieker Clásica San Sebastián.

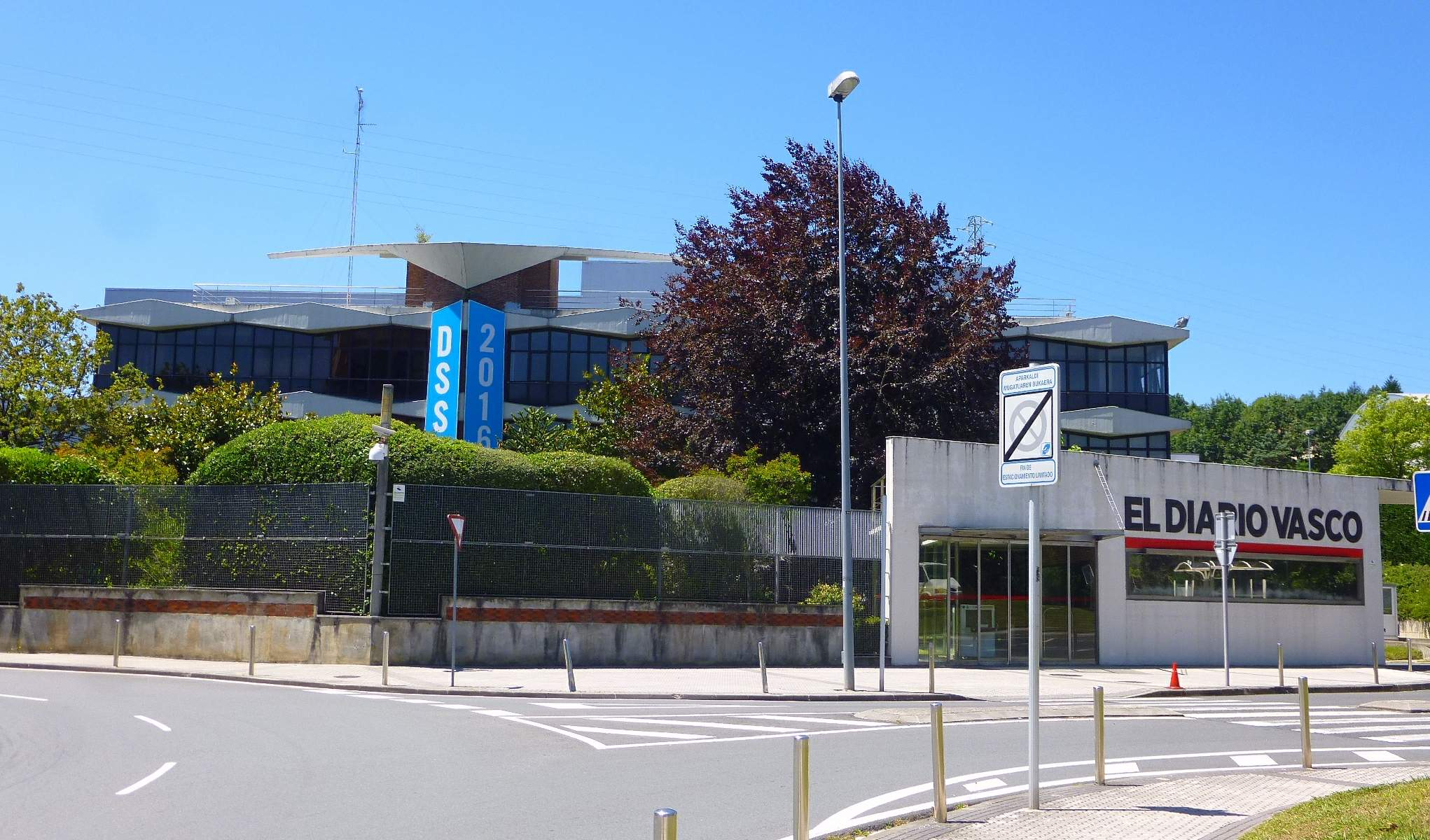
De redactie in San Sebastián

Lijst van dagbladen